# Amadinen

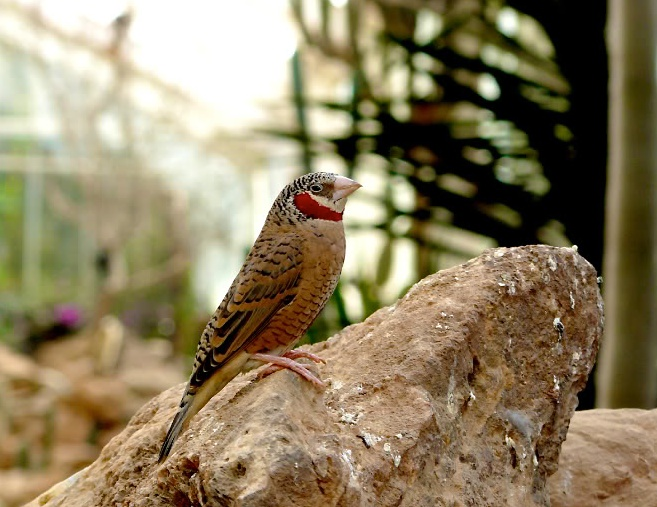
Bandamadine

Amadinen ist die Bezeichnung für die Prachtfinkengattung Amadina, der zwei afrikanische Arten zugeordnet sind.

## Beschreibung
Amadinen erreichen eine Körperlänge zwischen zwölf und 14 Zentimeter. Bei den Rotkopfamadinen sind die Männchen an Oberkopf, Hinterhals, den Kopfseiten und der vorderen Kehle blutrot bis matt zinnoberrot gefärbt. Bei der Bandamadine haben die Männchen ein breites blutrotes Halsband, das sich von der Ohrgegend quer über die hintere Kehle zieht. Bei der Rotkopfamadine weisen Hinterbrust, Vorderbauch und Körperseiten große weiße Tropfenflecken auf. Bei der Bandamadine haben Brust und Körperseiten auf einem rötlich bis fahl weißlich isabellfarbenen Gefieder mehr oder weniger stark ausgeprägte schwärzliche Querbinden. Beiden Arten gemeinsam ist eine ausgeprägte Variabilität, was bei der Bandamadine zur Beschreibung einiger Unterarten führte. Heute werden für die Bandamadine nur noch vier Unterarten anerkannt. Von der Rotkopfamadine sind zwei Unterarten beschrieben.

## Verbreitungsgebiet und Lebensraum
Die Rotkopfamadine ist ein nomadisierender Bewohner trockener Gebiete des südlichen Afrikas. Abgesehen vom Afrikanischen Silberschnabel dringt sie von allen afrikanischen Prachtfinken am weitesten in halbwüstenartige Biotope vor, hält sich aber grundsätzlich in der Nähe von Wasserstellen auf. Das Verbreitungsgebiet der Bandamadine ist deutlich größer und erstreckt sich über die trockeneren Savannen und Dornbuschgebiete Afrikas vom Senegal am Südrand der Sahara bis nach Eritrea und Somalia. Die Bandamadine besiedelt dort vor allem Akaziensavannen und kommt auch in der Nähe von Dörfern und Kulturland vor.
Die Rotkopfamadine zeigt in Abhängigkeit von ihrem Lebensraums ein unterschiedliches Sozialverhalten. Während der Fortpflanzungszeit bilden sie Brutgemeinschaften, deren Individuen einander offensichtlich kennen, da sie nicht zu dieser Gemeinschaft gehörende Paare vertreiben. Diese Brutgemeinschaften bleiben immer im Kontakt mit Gruppen aus nichtbrütenden Alt- und Jungvögeln, die sich permanent in der Nähe von Wasserstellen aufhalten. In feuchteren Regionen ist dieses Verhalten nicht so stark ausgeprägt.

## Haltung
Amadinen gehören zu den ersten exotischen Vogelarten, die zu Handelszwecken in Europa eingeführt wurden. Die Bandamadine wurde in Europa vermutlich schon im 17., mit Sicherheit jedoch im 18. Jahrhundert als Ziervogel gehalten. Sie sind seit dem 19. Jahrhundert sehr regelmäßig im Handel. Die Bandamadine zählt zu den am häufigsten importierten Prachtfinkenarten. Für die Käfighaltung sind Amadinen nicht geeignet. Die ihren Bedürfnissen entsprechende Pflege erfolgt in geräumigen Volieren.

## Arten
Die Gattung Amadina enthält zwei Arten mit insgesamt sechs Unterarten:
- Bandamadine Amadina fasciata (Gmelin, 1789)
  - Amadina fasciata fasciata (Gmelin, 1789)
  - Amadina fasciata alexanderi Neumann, 1908
  - Amadina fasciata meridionalis Neunzig, 1910
  - Amadina fasciata contigua Clancey, 1970
- Rotkopfamadine Amadina erythrocephala (Linnaeus, 1758)
  - Amadina erythrocephala erythrocephala (Linnaeus, 1758)
  - Amadina erythrocephala dissita Clancey, 1958

## Belege

### Einzelbelege
1. ↑   Nicolai et al., S. 79
2. ↑   Nicolai, S. 76 und S. 77